# Europe Top-12
La European TOP 16 Cup, fino al 2012 denominata Europe Top-12, è una competizione organizzata dall'Unione europea Tennis Tavolo a partire dal 1971, fra i migliori dodici giocatori del ranking europeo. Fra gli uomini il primatista di vittorie sono lo svedese Jan-Ove Waldner e il tedesco Timo Boll con sette titoli, mentre fra le donne sono l'ungherese Beatrix Kisházi e l'olandese Li Jiao entrambe con quattro titoli all'attivo.

## Risultati
| Anno |  | Città                |  | Uomini               | Uomini              | Uomini                                   |  | Donne                     | Donne                     | Donne                                   |
| Anno |  | Città                |  | Vincitore            | Finalista           | Semi-finalisti                           |  | Vincitrice                | Finalista                 | Semi-finaliste                          |
| ---- |  | -------------------- |  | -------------------- | ------------------- | ---------------------------------------- |  | ------------------------- | ------------------------- | --------------------------------------- |
| 2022 |  | Montreux             |  | Darko Jorgić         | Truls Möregårdh     | Patrick Franziska Timo Boll              |  | Han Ying                  | Polina Mikhaylova         | Sofia Polcanova Bernadette Szőcs        |
| 2021 |  | Tessalonico          |  | Patrick Franziska    | Marcos Freitas      | Mattias Falck Emmanuel Lebesson          |  | Nina Mittelham            | Fu Yu                     | Hana Matelová Bernadette Szőcs          |
| Anno |  | Città                |  | Uomini               | Uomini              | Uomini                                   |  | Donne                     | Donne                     | Donne                                   |
| Anno |  | Città                |  | Vincitore            | Finalista           | Terzo classificato                       |  | Vincitrice                | Finalista                 | Terza classificata                      |
| 2020 |  | Montreux             |  | Timo Boll            | Darko Jorgić        | Robert Gardos                            |  | Petrissa Solja            | Britt Eerland             | Sofia Polcanova                         |
| 2019 |  | Montreux             |  | Dimitrij Ovtcharov   | Vladimir Samsonov   | Timo Boll                                |  | Petrissa Solja            | Bernadette Szőcs          | Sofia Polcanova                         |
| 2018 |  | Montreux             |  | Timo Boll            | Dimitrij Ovtcharov  | Jonathan Groth                           |  | Bernadette Szőcs          | Li Jie                    | Elizabeta Samara                        |
| 2017 |  | Antibes              |  | Dimitrij Ovtcharov   | Alexey Shibaev      | Simon Gauzy                              |  | Li Jie                    | Petrissa Solja            | Sabine Winter                           |
| 2016 |  | Gondomar             |  | Dimitrij Ovtcharov   | Joao Monteiro       | Alexey Shibaev                           |  | Shen Yanfei               | Hu Melek                  | Liu Jia                                 |
| 2015 |  | Baku                 |  | Dimitrij Ovtcharov   | Marcos Freitas      | Panagiotis Gionis                        |  | Liu Jia                   | Petrissa Solja            | Irene Ivancan                           |
| 2014 |  | Losanna              |  | Marcos Freitas       | Michael Maze        | Dimitrij Ovtcharov                       |  | Liu Jia                   | Viktoria Pavlovich        | Li Jiao                                 |
| Anno |  | Città                |  | Uomini               | Uomini              | Uomini                                   |  | Donne                     | Donne                     | Donne                                   |
| Anno |  | Città                |  | Vincitore            | Finalista           | Semi-finalisti                           |  | Vincitrice                | Finalista                 | Semi-finaliste                          |
| 2012 |  | Villeurbanne         |  | Dimitrij Ovtcharov   | Kirill Skachkov     | Vladimir Samsonov Chen Weixing           |  | Wu Jiaduo                 | Li Jie                    | Viktoria Pavlovich Ni Xialian           |
| 2011 |  | Liegi                |  | Kallinikos Kreangka  | Vladimir Samsonov   | Alexey Smirnov Werner Schlager           |  | Li Jiao                   | Viktoria Pavlovich        | Li Jie Hu Melek                         |
| 2010 |  | Düsseldorf           |  | Timo Boll            | Vladimir Samsonov   | Kallinikos Kreangka Chen Weixing         |  | Li Jiao                   | Li Qian                   | Krisztina Tóth Li Jie                   |
| 2009 |  | Düsseldorf           |  | Timo Boll            | Vladimir Samsonov   | Michael Maze Kallinikos Kreangka         |  | Li Qian                   | Li Jie                    | Liu Jia Wu Jiaduo                       |
| 2008 |  | Francoforte sul Meno |  | Werner Schlager      | Vladimir Samsonov   | Jean-Michel Saive Alexey Smirnov         |  | Li Jiao                   | Li Qian                   | Wu Jiaduo Viktoria Pavlovich            |
| 2007 |  | Arezzo               |  | Vladimir Samsonov    | Kallinikos Kreangka | Alexey Smirnov Zoran Primorac            |  | Li Jiao                   | Nikoleta Stefanova        | Mihaela Steff Liu Jia                   |
| 2006 |  | Copenaghen           |  | Timo Boll            | Werner Schlager     | Zoran Primorac Michael Maze              |  | Tamara Boroš              | Liu Jia                   | Mihaela Steff Li Jie                    |
| 2005 |  | Rennes               |  | Alexey Smirnov       | Vladimir Samsonov   | Timo Boll Damien Eloi                    |  | Liu Jia                   | Krisztina Tóth            | Li Jie Mihaela Steff                    |
| 2004 |  | Francoforte sul Meno |  | Michael Maze         | Werner Schlager     | Petr Korbel Alexey Smirnov               |  | Nicole Struse             | Jie Schöpp                | Liu Jia Tamara Boroš                    |
| 2003 |  | Saarbrücken          |  | Timo Boll            | Vladimir Samsonov   | Werner Schlager Michael Maze             |  | Jie Schöpp                | Tamara Boroš              | Krisztina Tóth Galina Melnik            |
| 2002 |  | Rotterdam            |  | Timo Boll            | Vladimir Samsonov   | Damien Eloi Patrick Chila                |  | Tamara Boroš              | Nicole Struse             | Viktoria Pavlovich Ni Xialian           |
| 2001 |  | Wels                 |  | Vladimir Samsonov    | Peter Karlsson      | Jean-Michel Saive Petr Korbel            |  | Csilla Bátorfi            | Ni Xialian                | Tamara Boroš Otilia Bădescu             |
| 2000 |  | Alassio              |  | Werner Schlager      | Yang Min            | Jean-Philippe Gatien Jörg Roßkopf        |  | Qianhong Gotsch-He        | Mihaela Steff             | Ni Xialian Jie Schöpp                   |
| 1999 |  | Spalato              |  | Vladimir Samsonov    | Christophe Legout   | Jean-Philippe Gatien Kallinikos Kreangka |  | Qianhong Gotsch-He        | Jing Tian-Zörner          | Tamara Boroš Ni Xialian                 |
| 1998 |  | Halmstad             |  | Vladimir Samsonov    | Peter Karlsson      | Jan-Ove Waldner Jean-Michel Saive        |  | Ni Xialian                | Nicole Struse             | Marie Svensson Csilla Bátorfi           |
| 1997 |  | Eindhoven            |  | Jean-Philippe Gatien | Vladimir Samsonov   | Jan-Ove Waldner Zoran Primorac           |  | Ni Xialian                | Jie Schöpp                | Otilia Bădescu Olga Nemes               |
| 1996 |  | Charleroi            |  | Jan-Ove Waldner      | Jean-Michel Saive   | Jean-Philippe Gatien Yang Min            |  | Ni Xialian                | Csilla Bátorfi            | Nicole Struse Bettine Vriesekoop        |
| 1995 |  | Digione              |  | Jan-Ove Waldner      | Erik Lindh          | Jean-Michel Saive Jean-Philippe Gatien   |  | Otilia Bădescu            | Emilia Elena Ciosu        | Jie Schöpp Nicole Struse                |
| 1994 |  | Arezzo               |  | Jean-Michel Saive    | Jan-Ove Waldner     | Peter Karlsson Zoran Primorac            |  | Jie Schöpp                | Otilia Bădescu            | Mirjam Hooman-Kloppenburg Nicole Struse |
| 1993 |  | Copenaghen           |  | Jan-Ove Waldner      | Peter Karlsson      | Jean-Michel Saive Jörg Roßkopf           |  | Emilia Elena Ciosu        | Olga Nemes                | Otilia Bădescu Åsa Svensson             |
| Anno |  | Città                |  | Uomini               | Uomini              | Uomini                                   |  | Donne                     | Donne                     | Donne                                   |
| Anno |  | Città                |  | Vincitore            | Finalista           | Terzo classificato                       |  | Vincitrice                | Finalista                 | Terza classificata                      |
| 1992 |  | Vienna               |  | Jörgen Persson       | Jörg Roßkopf        | Zoran Primorac                           |  | Csilla Bátorfi            | Marie Svensson            | Otilia Bădescu                          |
| 1991 |  | 's-Hertogenbosch     |  | Erik Lindh           | Jan-Ove Waldner     | Jörgen Persson                           |  | Mirjam Hooman-Kloppenburg | Gabriella Wirth           | Bettine Vriesekoop                      |
| 1990 |  | Hannover             |  | Mikael Appelgren     | Jan-Ove Waldner     | Andrzej Grubba                           |  | Gabriella Wirth           | Olga Nemes                | Xiaoming Drechou-Wang                   |
| 1989 |  | Charleroi            |  | Jan-Ove Waldner      | Erik Lindh          | Jörgen Persson                           |  | Olga Nemes                | Csilla Bátorfi            | Daniela Guergueltcheva                  |
| 1988 |  | Lubiana              |  | Jan-Ove Waldner      | Jörgen Persson      | Andrzej Grubba                           |  | Fljura Bulatova           | Bettine Vriesekoop        | Olga Nemes                              |
| 1987 |  | Basilea              |  | Desmond Douglas      | Jan-Ove Waldner     | Jörgen Persson                           |  | Csilla Bátorfi            | Edith Urban               | Fljura Bulatova                         |
| 1986 |  | Södertälje           |  | Jan-Ove Waldner      | Desmond Douglas     | Erik Lindh                               |  | Fljura Bulatova           | Olga Nemes                | Daniela Guergueltcheva                  |
| 1985 |  | Barcellona           |  | Andrzej Grubba       | Jindrich Pansky     | Mikael Appelgren                         |  | Bettine Vriesekoop        | Zsuzsa Olah               | Marie Hrachova                          |
| 1984 |  | Bratislava           |  | Jan-Ove Waldner      | Jindrich Pansky     | Mikael Appelgren                         |  | Marie Hrachova            | Bettine Vriesekoop        | Valentina Popova                        |
| 1983 |  | Cleveland            |  | Milan Orlowski       | Desmond Douglas     | Mikael Appelgren                         |  | Olga Nemes                | Fljura Bulatova           | Bettine Vriesekoop                      |
| 1982 |  | Nantes               |  | Mikael Appelgren     | Milan Orlowski      | Desmond Douglas                          |  | Bettine Vriesekoop        | Jill Hammersley           | Marie Hrachova                          |
| 1981 |  | Miskolc              |  | Tibor Klampár        | Stellan Bengtsson   | Dragutin Šurbek                          |  | Jill Hammersley           | Bettine Vriesekoop        | Valentina Popova                        |
| 1980 |  | Monaco di Baviera    |  | Stellan Bengtsson    | Ulf Thorsell        | Jacques Secrétin                         |  | Jill Hammersley           | Bettine Vriesekoop        | Gabriella Szabó                         |
| 1979 |  | Kristianstad         |  | Dragutin Šurbek      | Desmond Douglas     | Jacques Secrétin                         |  | Gabriella Szabó           | Maria Alexandru-Golopenţa | Erzsebet Palatinus                      |
| 1978 |  | Praga                |  | Gábor Gergely        | Milan Orlowski      | Stellan Bengtsson                        |  | Jill Hammersley           | Bettine Vriesekoop        | Valentina Popova                        |
| 1977 |  | Sarajevo             |  | Milan Orlowski       | Dragutin Šurbek     | Jacques Secrétin                         |  | Beatrix Kishazi           | Jill Hammersley           | Ilona Uhlikova-Vostova                  |
| 1976 |  | Lubecca              |  | Dragutin Šurbek      | Kjell Johansson     | Sarkis Sarkhoyan                         |  | Ann-Kristin Hellmann      | Ilona Uhlikova-Vostova    | Erzsebet Palatinus                      |
| 1975 |  | Vienna               |  | Kjell Johansson      | Antun Stipančić     | István Jónyer                            |  | Ann-Kristin Hellmann      | Wiebke Hendriksen         | Henriette Lotaller                      |
| 1974 |  | Trollhättan          |  | István Jónyer        | Milan Orlowski      | Stellan Bengtsson                        |  | Soja Rudnova              | Maria Alexandru-Golopenţa | Judit Magos-Havas                       |
| 1973 |  | Böblingen            |  | Stellan Bengtsson    | Dragutin Šurbek     | Antun Stipančić                          |  | Beatrix Kishazi           | Judit Magos-Havas         | Ilona Uhlikova-Vostova                  |
| 1972 |  | Zagabria             |  | Antun Stipančić      | Stellan Bengtsson   | Dragutin Šurbek                          |  | Beatrix Kishazi           | Maria Alexandru-Golopenţa | Soja Rudnova                            |
| 1971 |  | Zara                 |  | István Jónyer        | Antun Stipančić     | Dragutin Šurbek                          |  | Beatrix Kishazi           | Ilona Uhlikova-Vostova    | Alice Grofova-Chladkova                 |